# 港丽望京

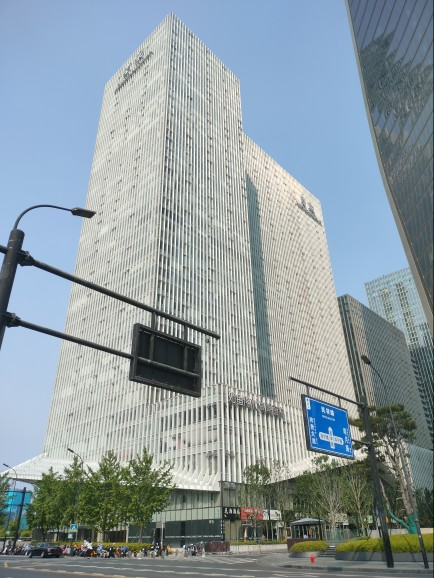
港丽望京

港丽望京是位于杭州市萧山区钱江世纪城鸿宁路1909号的高层写字楼，开发商为具有港资背景的浙江港丽置业有限公司。2015年12月竣工。

## 简介
港丽望京包括A、B、C三栋建筑，其中B、C两栋有40层高150米，入驻有精品酒店、高端写字楼、精装行政公馆。总占地面积1.29万平米，总建筑面积139040平米。
它是杭州首座5S系统写字楼（舒适感知、艺术空间营造、立体景观系统、音乐系统空间、公共气味营造）。

## 交通
地处庆春隧道南口旁，可乘杭州地铁2号线至盈丰路站D口到达。

## 周边建筑
- 左右世界（东侧）
- 望朝中心（南侧）
- 杭州SKP（西侧，建设中）